# 亚历克斯·亚历山大
亚历克斯·亚历山大（英語：Alex Alexander，1945年4月16日—），澳大利亚男子游泳运动员。他曾代表澳大利亚参加1962年大英帝国和英联邦运动会游泳比赛，获得男子440码个人混合泳金牌。